# Pasargadae
Pasargadae (từ tiếng Hy Lạp cổ: Πασαργάδαι trong tiếng Ba Tư: Pāsārgād) là thủ đô của đế chế Achaemenes và được xây dựng dưới thời Cyrus Đại đế khoảng từ năm 559-530 TCN (BC), đồng thời đây cũng là nơi chôn cất của Cyrus Đại đế. Pasargadae là một thành phố Ba Tư cổ nằm gần Shiraz trong huyện Pasargad thuộc tỉnh Fars. Ngày nay nó là một địa điểm khảo cổ nổi tiếng, một Di sản thế giới của UNESCO.

## Lịch sử
Cyrus Đại đế bắt đầu xây dựng thủ đô của đế chế vào khoảng năm 546 TCN hoặc muộn hơn nhưng nó chưa được hoàn thành sau khi ông qua đời trong một trận chiến 530 hoặc 529 TCN. Những phần còn lại của ngôi mộ con trai ông và cũng là người kế vị của Cyrus là Cambyses II đã được tìm thấy ở Pasargadae vào năm 2006, một địa điểm gần gần pháo đài của Toll-e Takht.
Pasargadae vẫn là thủ đô của đế chế Achaemenes cho đến khi Cambyses II dời đô đến Susa, sau đó là Darius thiết lập thủ đô của đế chế ở Persepolis. Địa điểm khảo cổ Pasargadae có diện tích 1,6 km vuông bao gồm một cấu trúc được tin là lăng mộ của Cyrus Đại đế, pháo đài Toll-e Takht nằm trên đỉnh một ngọn đồi gần đó, phần còn lại của hai cung điện hoàng gia và các khu vườn. Vườn Ba Tư Pasargadae là một trong những ví dụ sớm nhất được biết đến của một khu vườn Ba Tư Bagh được bố trí theo phong cách Charbagh, tức là một khu vườn Ba Tư hình tứ giác được chia thành bốn phần nhỏ bằng các lối đi hoặc các mương dẫn nước nhỏ (xem tại Vườn Ba Tư).

### Lăng mộ của Cyrus Đại đế
Di tích quan trọng nhất tại Pasargadae là Lăng mộ của Cyrus Đại đế. Lăng mộ nằm trên 6 bậc đá xếp theo kiểu kim tự tháp, bên trên là hầm mộ chính có chiều dài 3,17 mét, rộng 2,11 mét và cao 2,11 mét với một lối hẹp và thấp dẫn vào trong. Cả cấu trúc có chiều cao 11 mét, mặt đáy là 12 x 13 mét. Mặc dù không có bằng chứng chắc chắn xác định đây là ngôi mộ của Cyrus, nhưng nhà sử học Hy Lạp dẫn chứng về việc Alexander tin rằng đó là mộ của Cyrus Đại đế. Khi Alexander cướp bóc và phá hủy Persepolis, ông đã đến thăm ngôi mộ của Cyrus. Arrian viết vào thế kỷ thứ 2 đã ghi nhận rằng Alexander chỉ huy Aristobulus. một trong những chiến binh của ông tiến vào bên trong hầm mộ. Bên trong ông thấy một chiếc giường bằng vàng, một bộ bàn với đồ đựng nước, quan tài vàng, vô số trang sức đính đá quý và một dòng chữ trên mộ. Không có dấu vết bất kỳ về sự tồn tại của dòng chữ, cũng như có nhiều sự bất đồng liên quan đến từ ngữ chính xác trong câu. Strabo đã viết rằng câu đó là:
Passer-by, I am Cyrus, who gave the Persians an empire, and was king of Asia.

Grudge me not therefore this monument.

Tạm dịch là:
Người ơi, Trẫm là vua Cyrus - người đã mang lại một Đế quốc cho muôn dân Ba Tư, và là Đức Vua của cả châu Á. Xin đừng xóa bỏ ký ức này.

Biến thể khác trong Ba Tư: Vương quốc bất diệt là:
O man, whoever thou art, from wheresoever thou cometh, for I know you shall come, I am Cyrus, who founded the empire of the Persians.

Grudge me not, therefore, this little earth that covers my body.

Tạm dịch là:
Người hỡi, dù Người là ai và Người đến từ bất cứ nơi nào, Trẫm cũng biết rằng Người sẽ tới đây, Trẫm là vua Cyrus - người đã gây dựng một Đế quốc cho muôn dân Ba Tư. Do đó, đừng hòng chiếm đoạt mảnh đất này - nơi chứa đống xương tàn của Trẫm.

## Khảo cổ học
Là kinh đô đầu tiên của Nhà Achaemenes, Pasargadae ngày nay là một tàn tích cách Persepolis khoảng 43 km, thuộc tỉnh Fars, miền nam Iran. Nó lần đầu tiên được khám phá bởi nhà khảo cổ học người Đức Ernst Herzfeld vào năm 1905, và một cuộc khai quật khác diễn ra vào năm 1928 cùng với trợ lý của ông là Friedrich Krefter. Kể từ năm 1946, các văn bản ban đầu, tài liệu, hình ảnh, các mảnh của bức tranh tường và đồ gốm thu thập được từ các cuộc khai quật được bảo quản tại Phòng tranh mỹ thuật Freer thuộc Viện Smithsonian ở Washington. Sau Herzfeld, Sir Aurel Stein hoàn thành một kế hoạch tại Pasargadae vào năm 1934. Năm 1935, Erich F. Schmidt đã hoàn thành một loạt các bức ảnh được chụp từ trên không toàn bộ khu vực tàn tích.

## Hình ảnh

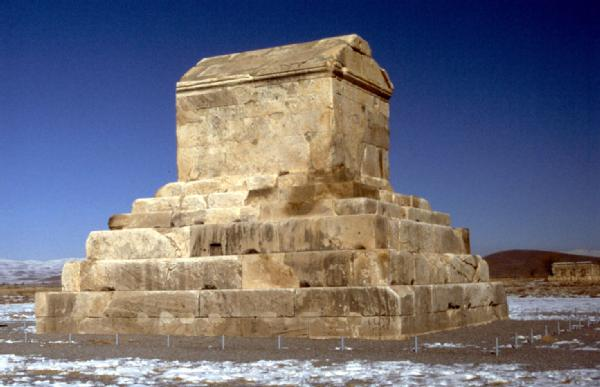
Lăng mộ của Cyrus Đại đế
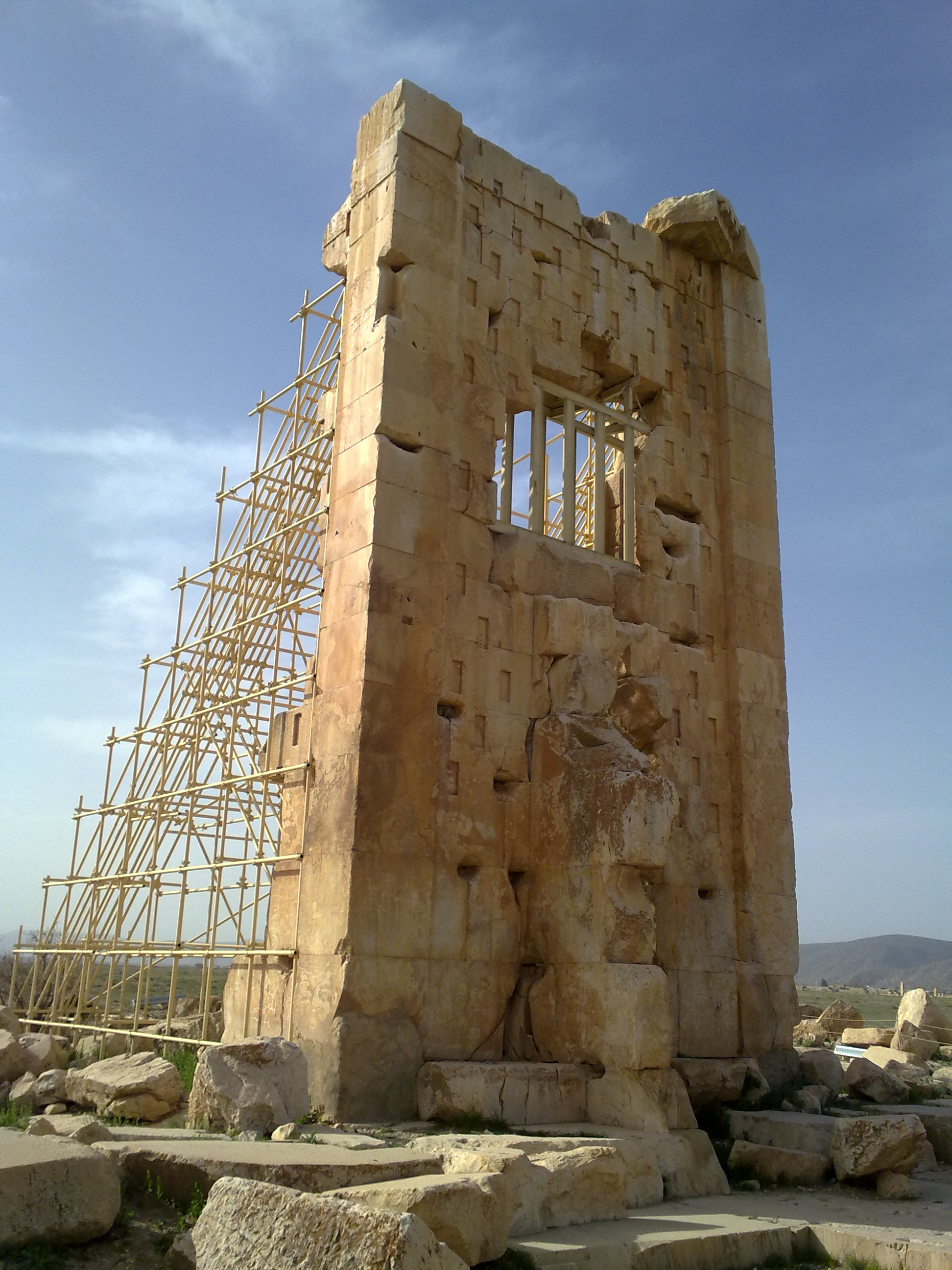
"Nhà tù của Solomon", phần khác của khu đổ nát có thể là lăng mộ của Cambyses I
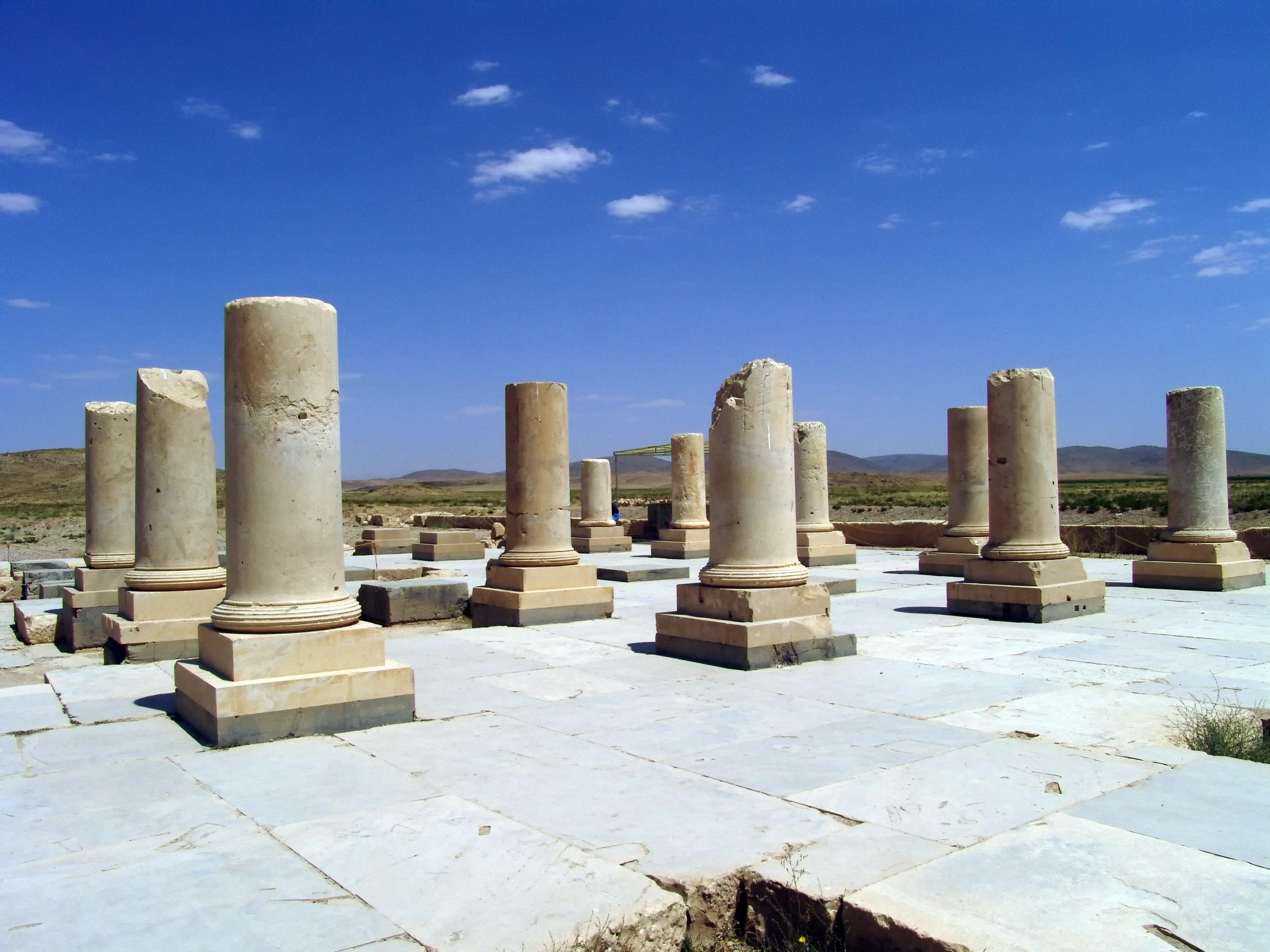
Cung điện Private
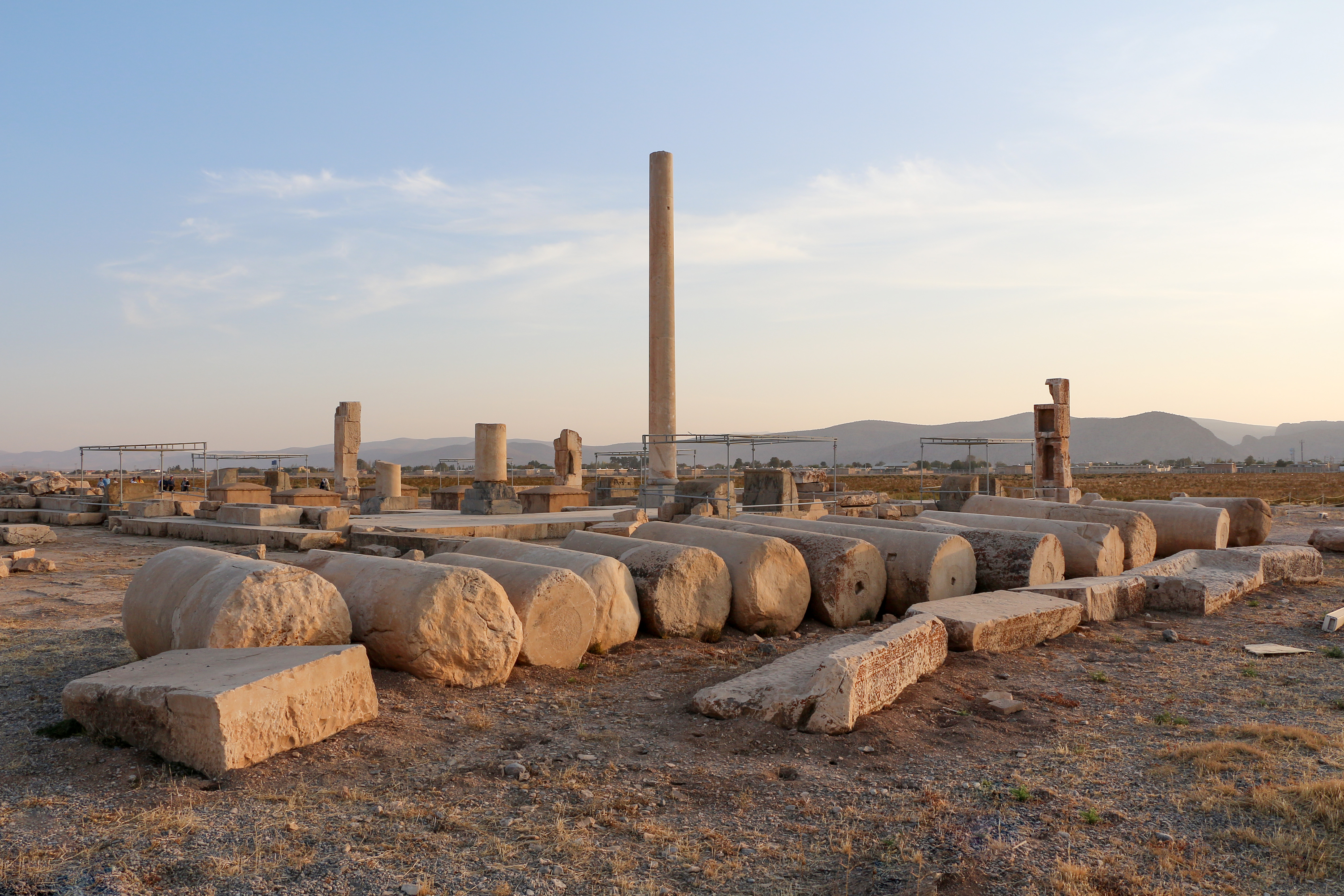
Cung điện Audience.
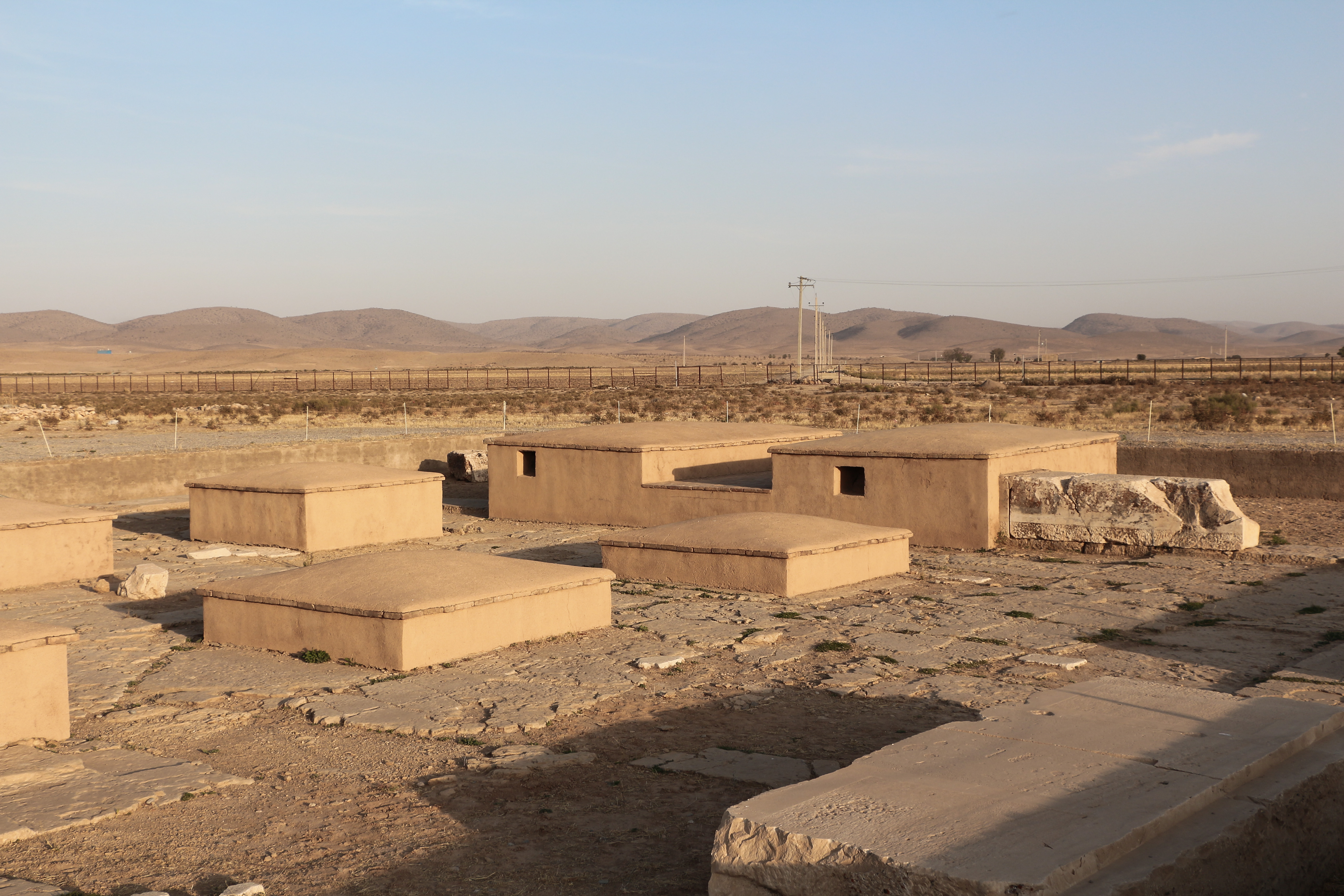
Cung điện Gateway.
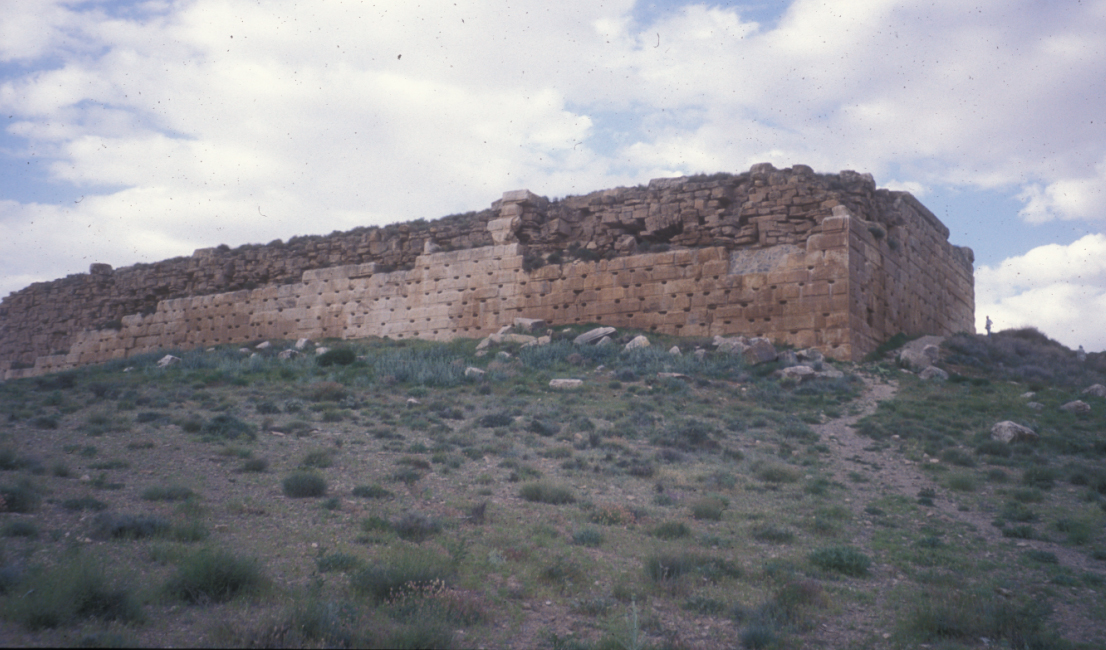
Pháo đài Pasargadae. Trên đỉnh của nó, nhiều nền cột cho thấy cấu trúc không giống với Acropolis của người Athens.
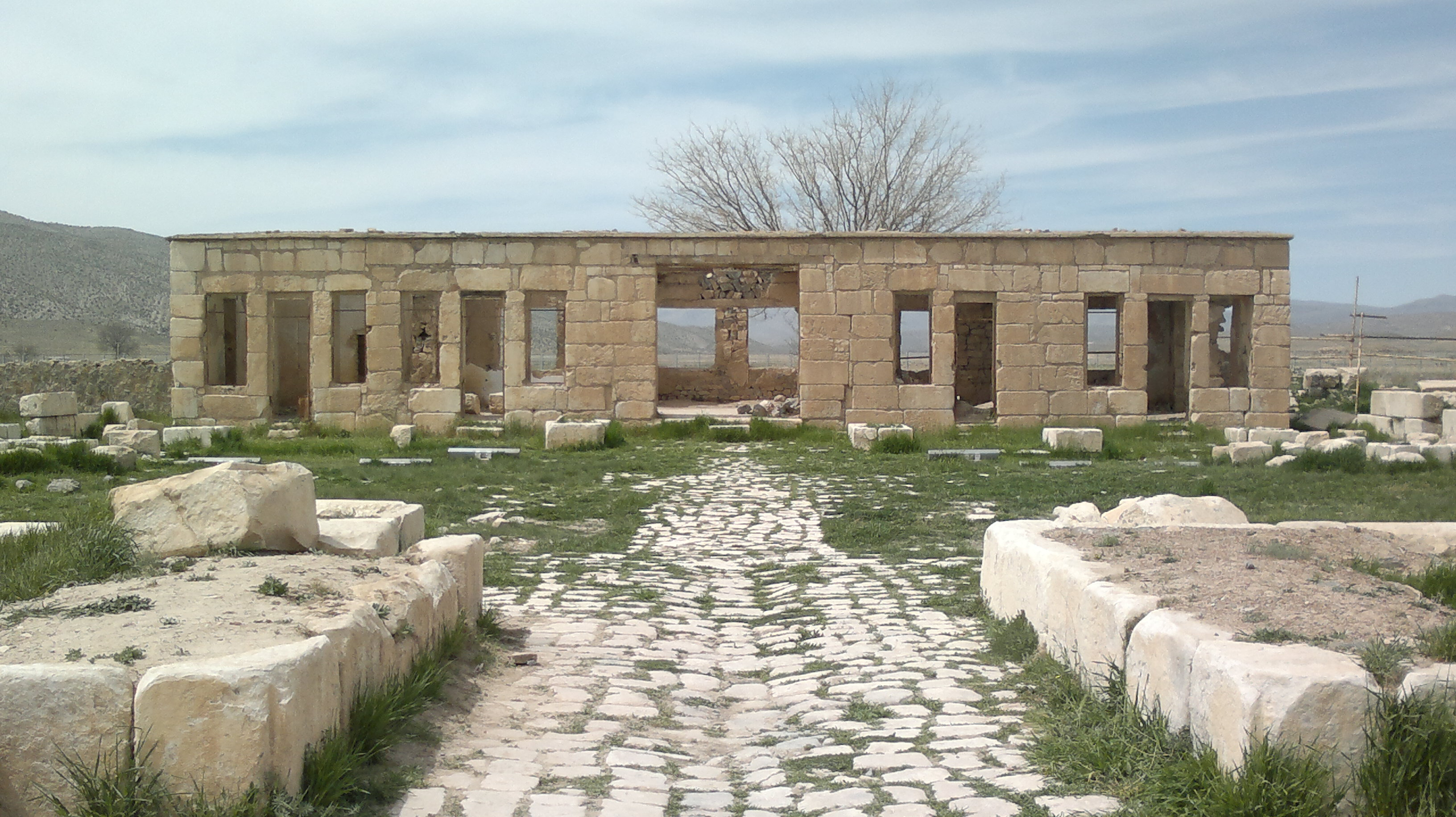
Caravanserai của Mozaffari, được xây dựng trong triều đại Mozaffari
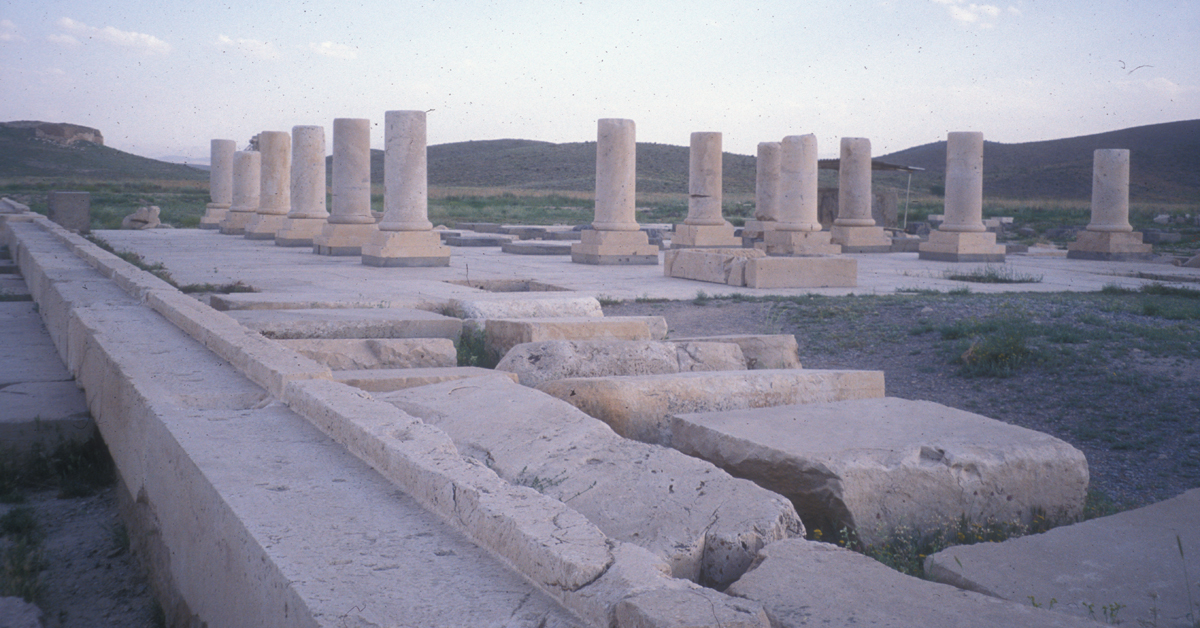